# Canarya canariensis
Canarya canariensis is een zachte koraalsoort uit de familie Primnoidae. De koraalsoort komt uit het geslacht Canarya. Canarya canariensis werd in 1992 voor het eerst wetenschappelijk beschreven door Ocaña, Brito & Nunez. 